# Arbutus menziesii
Arbutus menziesii of madrona is een boomsoort uit de Heidefamilie (Ericaceae). Arbutus menziesii komt van nature voor langs de westkust van de Verenigde Staten, van Brits-Columbia tot Zuid-Californië. 

## Naam
In het Engels wordt de boom Pacific madrona of madrone genoemd. Ten noorden van de Siskiyou Mountains spreekt men van madrona ten zuiden ervan madrone. Andere namen zijn madroño, madroña en bearberry. In Canada noemt men de soort kortweg arbutus.

## Beschrijving
Arbutus menziesii is een groenblijvende boom of struik met een felgekleurde oranjerode bast. Bij een volgroeide boom pelt die van nature af in dunne velletjes, waardoor de stam een zilvergroene, satijnachtige uitstraling krijgt. Bomen worden doorgaans 4 à 10 m groot. De bomen kunnen onder optimale omstandigheden tot 30 m hoog worden. De stam kan tot 2,5 m dik worden.
De bladeren zijn dik en glanzend. Ze zijn ovaal en worden 7 tot 15 cm lang en 4 tot 8 cm breed. De bovenzijde is glimmend donkergroen terwijl de onderzijde grijzer en lichter is. De bladeren blijven enkele jaren aan de takken hangen zonder hun groene kleur te verliezen. 
In de lente bloeit Arbutus menziesii met kleine klokvormige bloemen en heeft in de herfst rode bessen. De bessen hebben stekeltjes waardoor ze aan de pels van grote dieren kunnen blijven haken, en zo verspreid worden. 

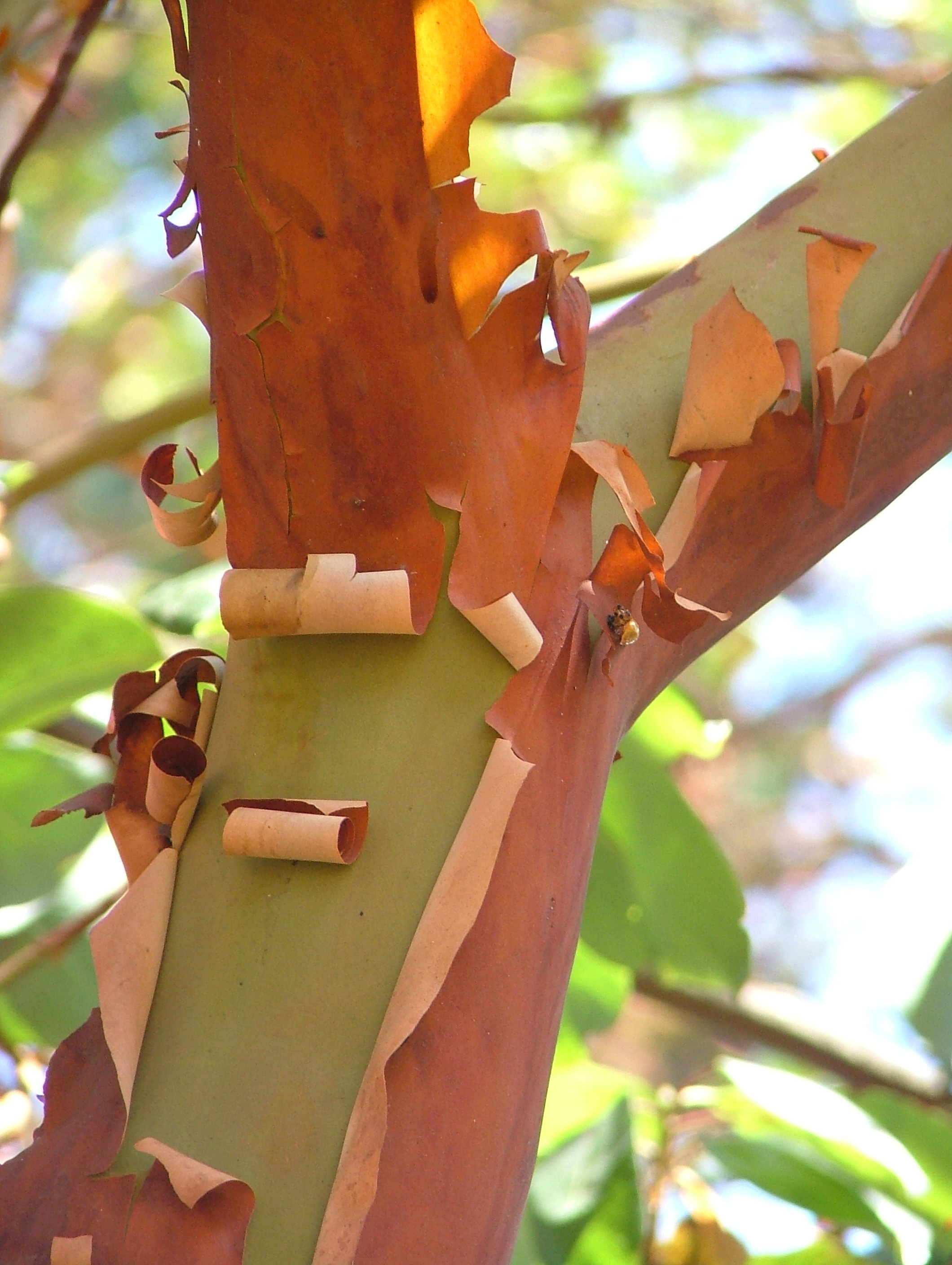
vervellende bast
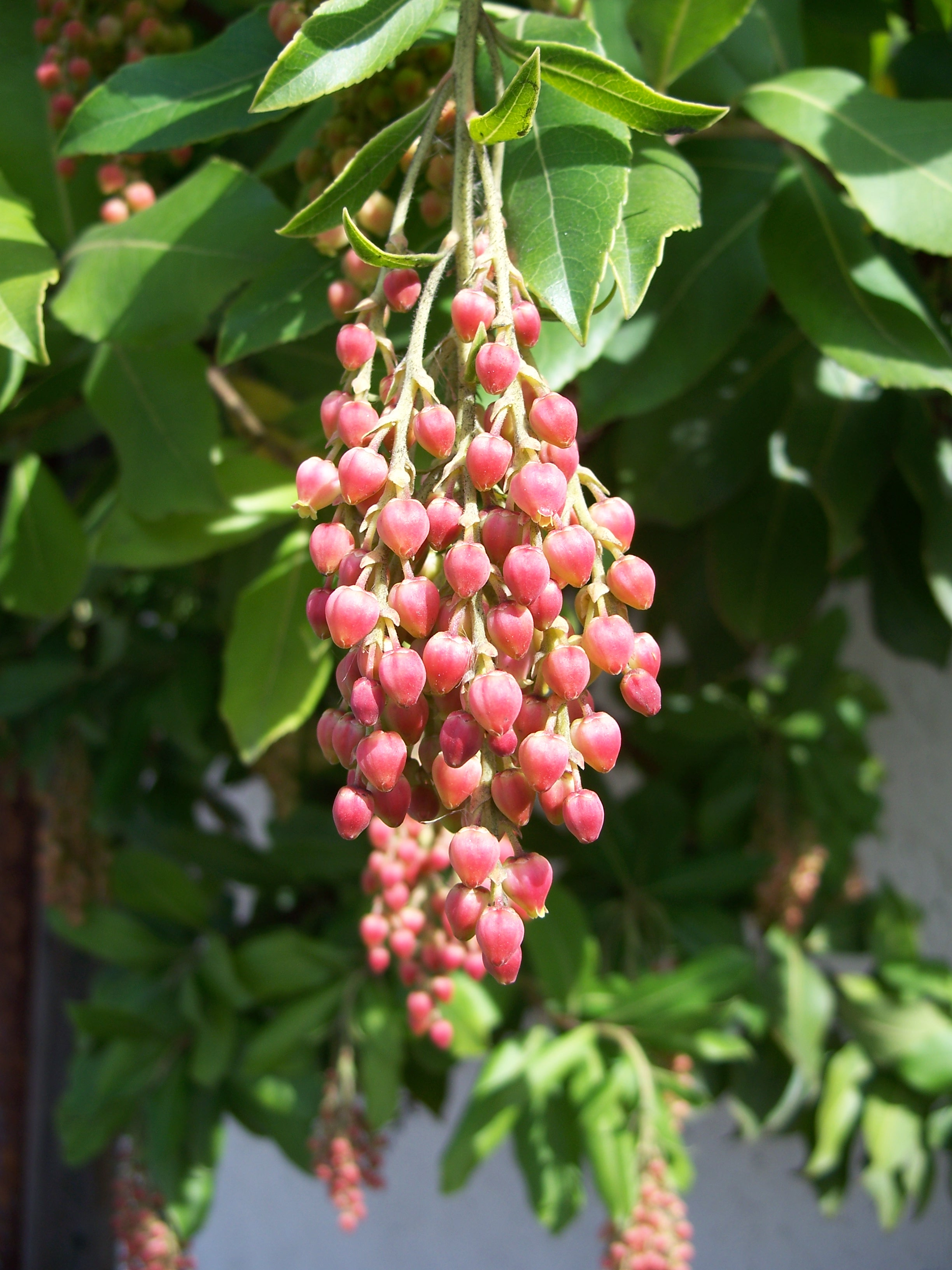
bladeren en bloemen
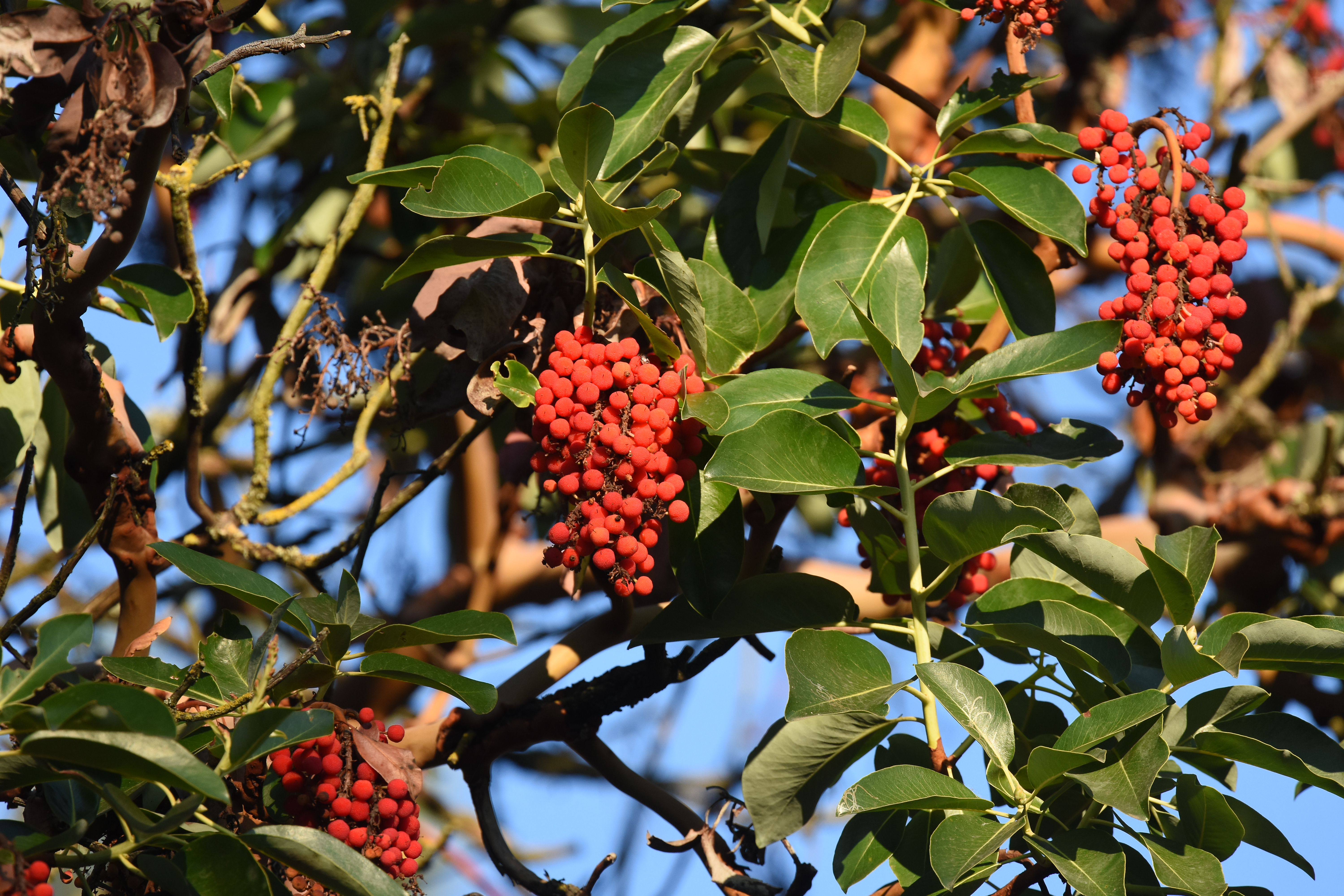
bladeren en bessen
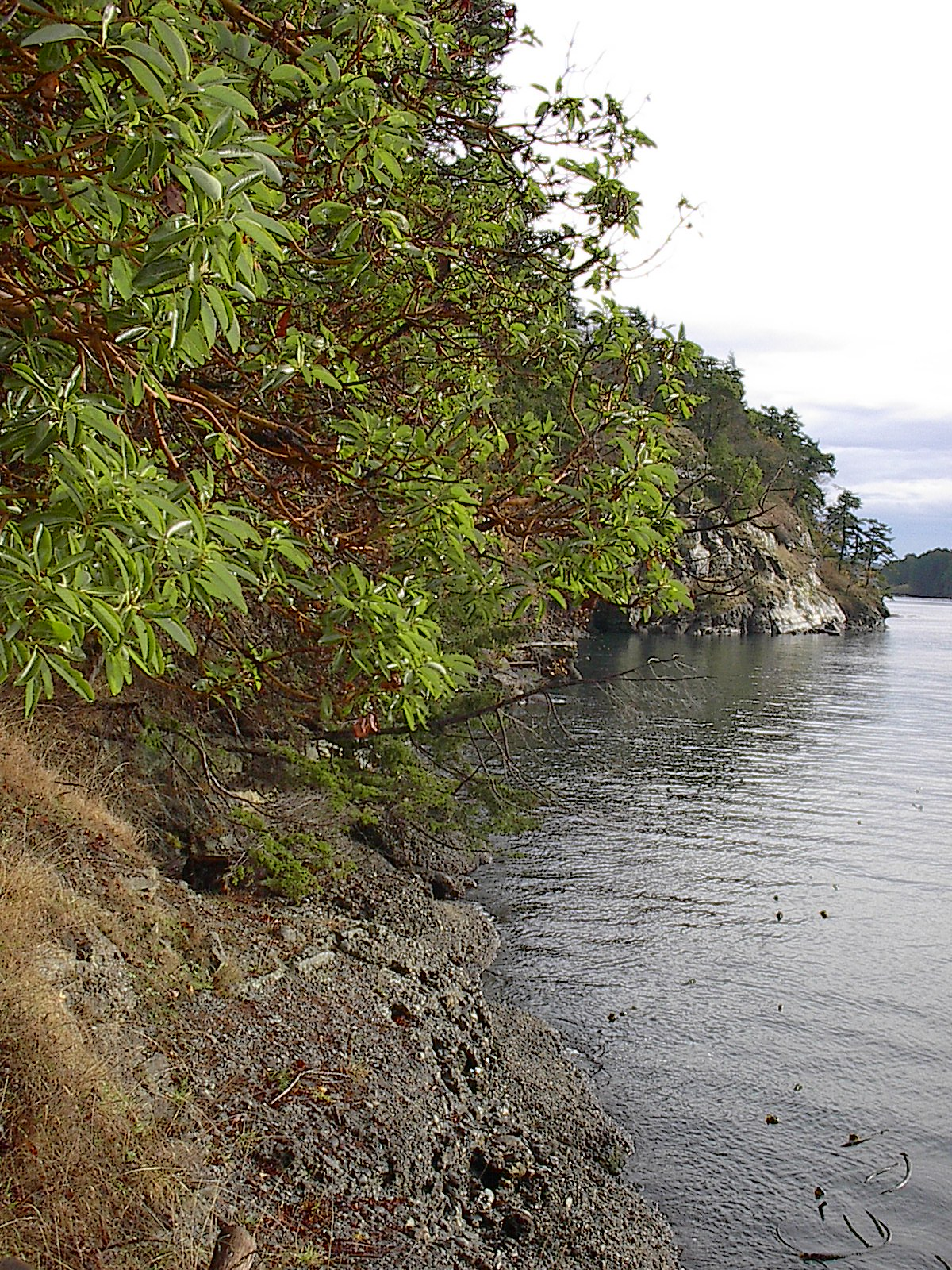
kustlijn en vegetatie met Arbutus menziesii

## Verspreiding
Arbutus menziesii is inheems langs de westkust van Noord-Amerika van Brits-Columbia tot Californië. De soort komt vooral voor rond de Puget Sound en in de Pacific Coast Ranges van Oregon en Californië, maar ook op de westelijke flanken van de Sierra Nevada en Cascade Range komen ze in minder mate voor. Ten zuiden van Santa Barbara County is de soort een zeldzame verschijning. Palomar Mountain in San Diego County is de meest zuidelijke locatie waar de soort van nature voorkomt.
In Europa komt Arbutus menziesii voor als aangeplante boom in oude en grote tuinen. De planten zijn moeilijk te verplaatsen.